# Eoraptor
Pour les articles homonymes, voir Raptor.
Eoraptor lunensis
Genre
Espèce
Eoraptor (nom scientifique signifiant « voleur de l'aube ») est un genre fossile de petit dinosaure sauropodomorphe basaux, qui a vécu en Argentine pendant le Trias supérieur, entre 230 et 225 millions d'années avant le présent.
Une seule espèce est rattachée au genre : Eoraptor lunensis, décrite par Paul Sereno et ses collègues en 1993.

## Découverte

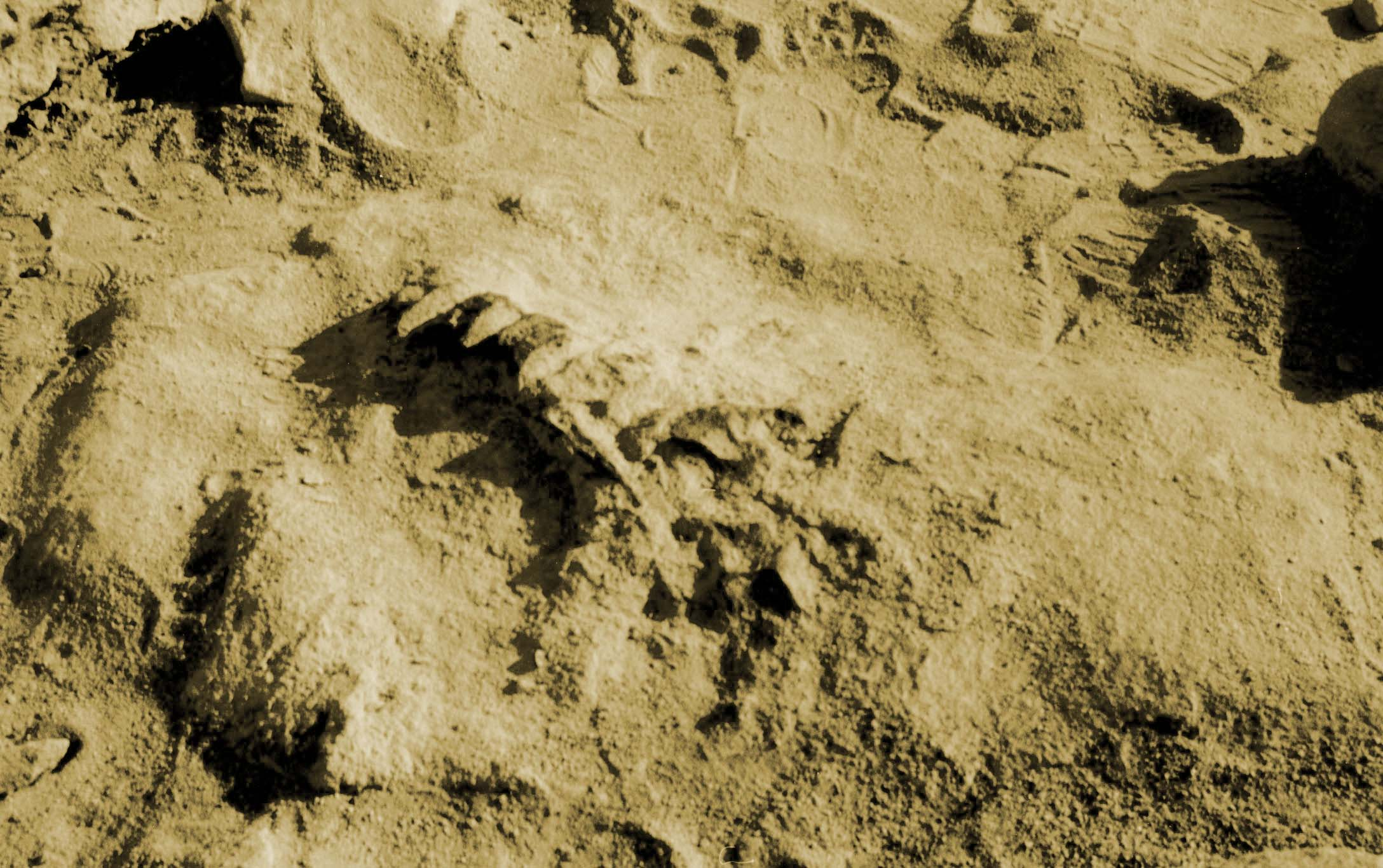
Le fossile in situ dans la formation d'Ischigualasto.

Eoraptor lunensis est l'un des plus anciens dinosaures connus. Il a été découvert en 1991 en Argentine par Ricardo Martínez dans la formation géologique d'Ischigualasto affleurant dans la vallée de la Lune, qui a également livré d'autres dinosaures tel Herrerasaurus et de nombreux autres vertébrés fossiles. Il a été décrit en 1993 dans la revue Nature.

## Description

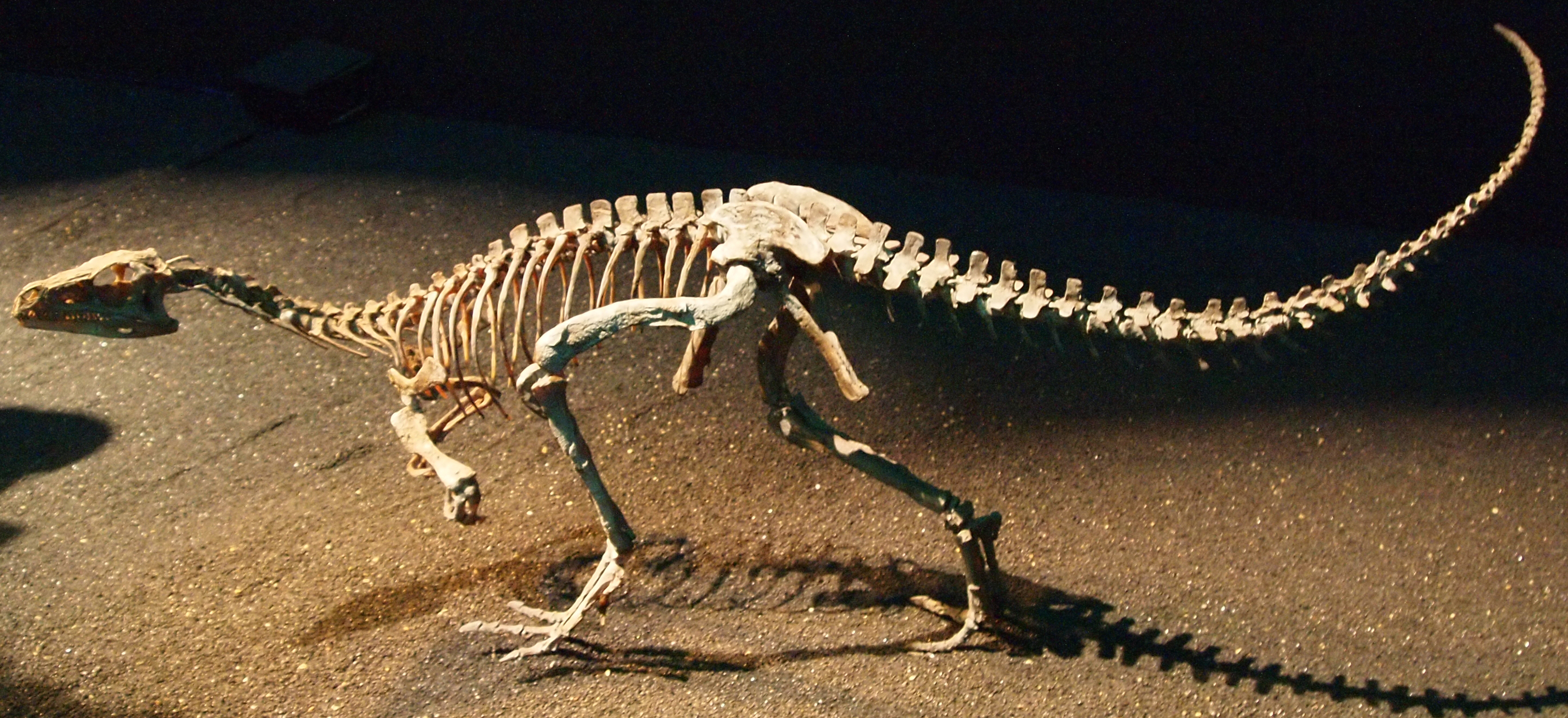
Le squelette reconstitué.

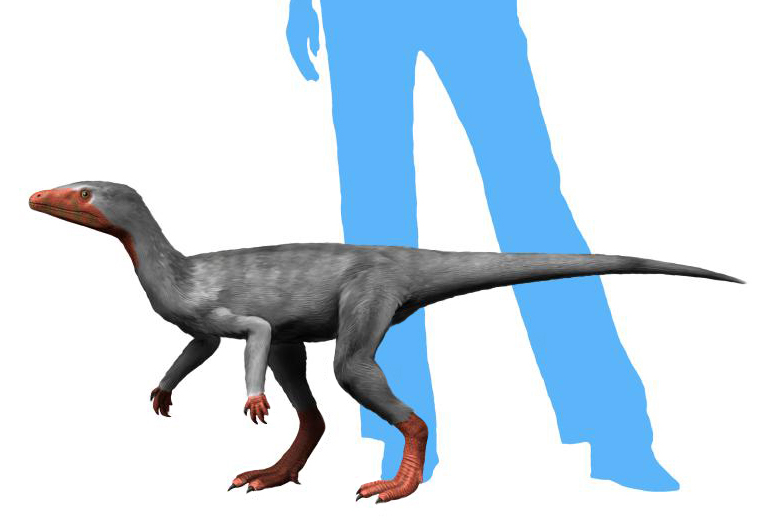
Restitution paléoartistique d'un Eoraptor, comparé à un humain.

Eoraptor mesurait 1 mètre de long, 40 centimètres de haut et pesait environ 10 kilos. Il était digitigrade, ses membres antérieurs mesuraient la moitié de ses pattes, et ses mains possédaient chacune cinq doigts. Les trois plus longs étaient terminés par de grandes griffes dont il se servait pour maintenir sa proie et attraper des végétaux. On suppose qu'il se nourrissait de petits animaux, de feuilles tendres et de fruits, sur lesquels il bondissait rapidement ou qu'il cueillait.

## Un dinosaure primitif
Les paléontologues ayant étudié Eoraptor ont acquis la conviction qu'il était l'un des plus anciens dinosaures connus. Son âge a notamment été déterminé par l'absence de morphologie prédatrice spécialisée. À la différence des théropodes, il ne possède pas de mâchoire inférieure glissante lui permettant de tenir sa proie. Seules quelques-unes de ses dents sont recourbées et crénelées : sur les prédateurs plus tardifs, toutes les dents ont acquis cette forme. Cependant, Eoraptor appartenait bien aux saurischiens par la configuration de ses cuisses et du bassin. Il semblerait qu'Eoraptor soit plus ancien que Herrerasaurus.

## Phylogénie
En raison de son apparence, Eoraptor fut longtemps classé parmi les théropodes. Il a même été classé comme un saurischien basal, hors des théropodes. Cependant, des études plus récentes le placent parmi les sauropodomorphes avec lesquels il partage un pouce retourné vers l'intérieur,,.
L'analyse phylogénétique menée par Cabreira et ses collègues en 2016 lors de la description de Buriolestes, un autre sauropodomorphe basal du Carnien, va dans le sens de cette classification :
- Dinosauria
  - †Ornithischia
  - Saurischia
    - †Herrerasauridae
    - 
      - †Daemonosaurus
      - 
        - 
          - †Tawa
          - †Chindesaurus

        - 
          - †Eodromaeus
          - 
            - †Guaibasaurus
            - 
              - Theropoda
              - †Sauropodomorpha
                - †Buriolestes
                - 
                  - †Eoraptor
                  - 
                    - †Pampadromaeus
                    - 
                      - †Panphagia
                      - 
                        - †Saturnalia
                        - †Chromogisaurus

                      - 
                        - †Pantydraco
                        - 
                          - †Efraasia
                          - †Plateosaurus